# Chiruromys vates
Chiruromys vates је врста глодара из породице мишева (Muridae).

## Распрострањење
Врста има станиште само у Папуи Новој Гвинеји.

## Станиште
Станиште врсте су шуме. Врста је по висини распрострањена од нивоа мора до 1.500 метара надморске висине. Врста је присутна на подручју острва Нова Гвинеја.

## Угроженост
Ова врста је наведена као последња брига, јер има широко распрострањење и честа је врста.